# 無形の民俗資料記録
無形の民俗資料記録（むけいのみんぞくしりょうきろく）とは1965年（昭和40年）から1971年（昭和46年）にかけて、文化庁文化財保護部（現在の文化財部）より出版された、習俗や行事など伝承された無形民俗資料の調査記録報告書。のちに、民俗資料叢書全14巻としてまとめられた。

## 内訳
- 無形の民俗資料記録第1集 『八郎潟の漁労習俗』秋田県南秋田郡八郎潟町、1965.3
- 無形の民俗資料記録第2集 『岩手県の田植習俗－田植に関する習俗1－』岩手県遠野市小友町鳴沢、1965.3
- 無形の民俗資料記録第2集 『岩手県の田植習俗－田植に関する習俗1－』岩手県江刺市伊手、1965.3
- 無形の民俗資料記録第3集 『志摩の年齢階梯制－年齢階梯制１－』三重県鳥羽市松尾、1965.3
- 無形の民俗資料記録第3集 『志摩の年齢階梯制－年齢階梯制１－』三重県志摩郡大王町船越、1965.3
- 無形の民俗資料記録第4集 『「やま」の神事－蓋井島・播磨総社－』兵庫県姫路市、1966.3
- 無形の民俗資料記録第4集 『「やま」の神事－蓋井島・播磨総社－』山口県下関市蓋井島、1966.3
- 無形の民俗資料記録第5集 『正月行事1－鹿児島県・大分県－』大分県臼杵市津留、1966.3
- 無形の民俗資料記録第5集 『正月行事1－鹿児島県・大分県－』大分県宇佐市駅川町、1966.3
- 無形の民俗資料記録第5集 『正月行事1－鹿児島県・大分県－』大分県東国東郡国東町、1966.3
- 無形の民俗資料記録第5集 『正月行事1－鹿児島県・大分県－』鹿児島県鹿児島郡三島村、1966.3
- 無形の民俗資料記録第5集 『正月行事1－鹿児島県・大分県－』鹿児島県川辺郡知覧町、1966.3
- 無形の民俗資料記録第5集 『正月行事1－鹿児島県・大分県－』 鹿児島県薩摩郡（甑島）、1966.3
- 無形の民俗資料記録第5集 『正月行事1－鹿児島県・大分県－』 鹿児島県肝属郡佐多町 、1966.3
- 無形の民俗資料記録第6集 『正月行事2－島根県・岡山県－』 島根県 、1967.3
- 無形の民俗資料記録第6集 『正月行事2－島根県・岡山県－』 岡山県 、1967.3
- 無形の民俗資料記録第7集 『田植に関する習俗2－茨城県・富山県－』茨城県東茨城郡茨城町川根、1967.3
- 無形の民俗資料記録第7集 『田植に関する習俗2－茨城県・富山県－』茨城県稲敷郡桜川村浮島、1967.3
- 無形の民俗資料記録第7集 『田植に関する習俗2－茨城県・富山県－』富山県中新川郡上市町種、1967.3
- 無形の民俗資料記録第8集 『木地師の習俗１－滋賀県・三重県－』滋賀県、1968.3
- 無形の民俗資料記録第8集 『木地師の習俗１－滋賀県・三重県－』三重県、1968.3
- 無形の民俗資料記録第9集 『田植に関する習俗3－秋田県・新潟県・岐阜県－』秋田県、1968.3
- 無形の民俗資料記録第9集 『田植に関する習俗3－秋田県・新潟県・岐阜県－』新潟県両津市北鵜島、1968.3
- 無形の民俗資料記録第9集 『田植に関する習俗3－秋田県・新潟県・岐阜県－』新潟県佐渡郡相川町高瀬、1968.3
- 無形の民俗資料記録第9集 『田植に関する習俗3－秋田県・新潟県・岐阜県－』岐阜県高山市松之木町車田、1968.3
- 無形の民俗資料記録第10集 『田植に関する習俗4－島根県・広島県－』島根県、1969.3
- 無形の民俗資料記録第10集 『田植に関する習俗4－島根県・広島県－』広島県、1969.3
- 無形の民俗資料記録第11集 『木地師の習俗2－愛知県・岐阜県－』愛知県、1970.3
- 無形の民俗資料記録第11集 『木地師の習俗2－愛知県・岐阜県－』岐阜県、1970.3
- 無形の民俗資料記録第12集 『田植に関する習俗5－高知県・長崎県・鹿児島県－』高知県、1970.3
- 無形の民俗資料記録第12集 『田植に関する習俗5－高知県・長崎県・鹿児島県－』長崎県、1970.3
- 無形の民俗資料記録第12集 『田植に関する習俗5－高知県・長崎県・鹿児島県－』鹿児島県、1970.3
- 無形の民俗資料記録第13集  『正月行事3－徳島県・三重県－』徳島県、1970.3
- 無形の民俗資料記録第13集  『正月行事3－徳島県・三重県－』三重県、1970.3
- 無形の民俗資料記録第14集 『正月の行事4－岩手県・秋田県・埼玉県・新潟件－』岩手県、1971.3
- 無形の民俗資料記録第14集 『正月の行事4－岩手県・秋田県・埼玉県・新潟件－』秋田県、1971.3
- 無形の民俗資料記録第14集 『正月の行事4－岩手県・秋田県・埼玉県・新潟件－』埼玉県、1971.3
- 無形の民俗資料記録第14集 『正月の行事4－岩手県・秋田県・埼玉県・新潟件－』新潟県、1971.3